# 이시이 가이세이
이시이 가이세이(일본어: 石井 快征, 2000년 4월 2일~)는 일본의 축구 선수이다.

## 구단 경력
그는 2018년 J1리그의 사간 도스에 입단했다. 2021년까지 24경기에 출전하여, 3득점을 넣었다. 2021년 J2리그의 에히메 FC로 임대 이적했다. 2022년부터 2023년까지 요코하마 FC에서 활동하였다. 2024년 J3리그의 FC 류큐로 이적했다.